# Stift St. Bernhard

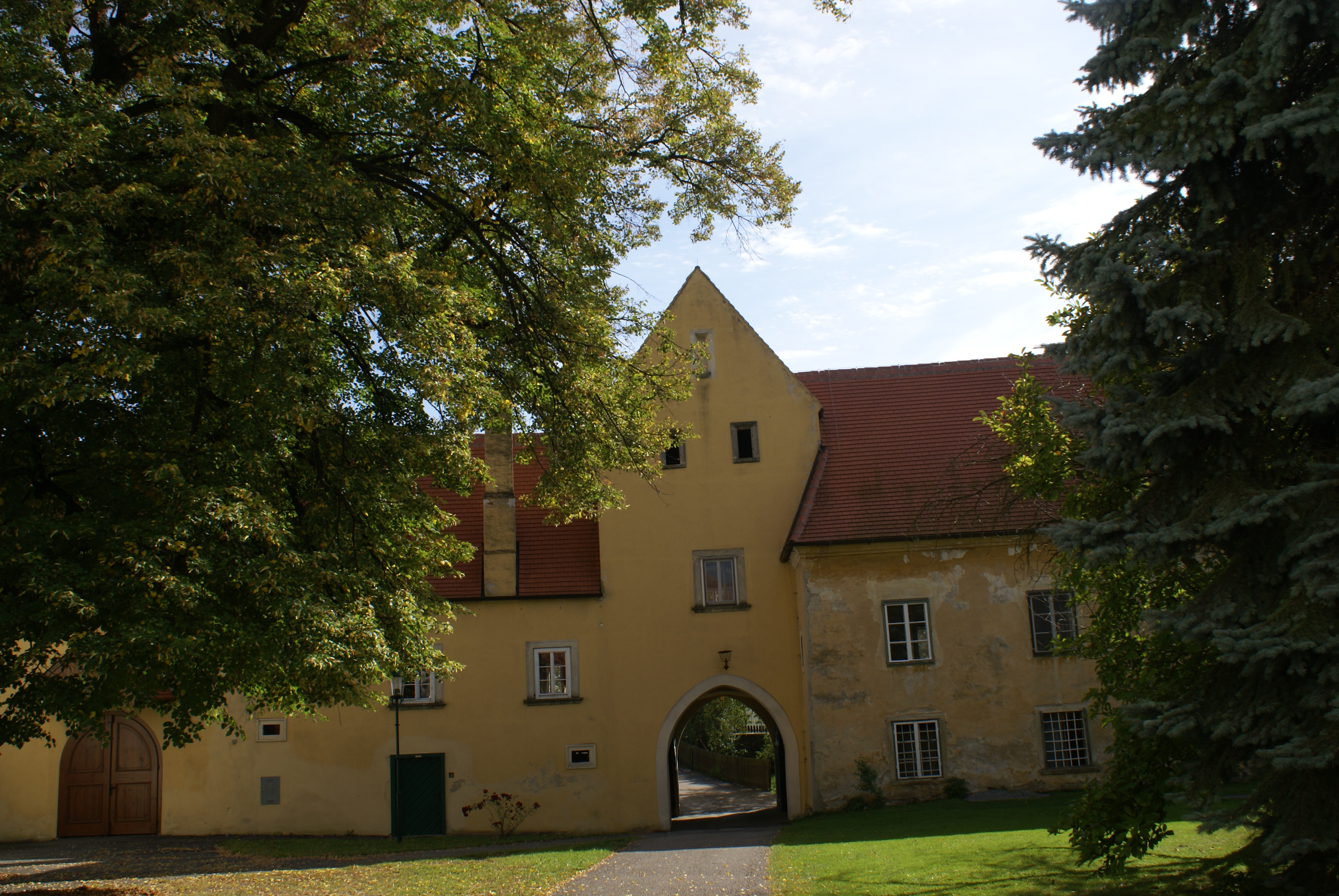
Stift vom Innenhof aus

Das Stift Sankt Bernhard ist ein ehemaliges Zisterzienserinnenkloster in Sankt Bernhard-Frauenhofen in Niederösterreich.

## Geschichte
1277 wurde das Zisterzienserinnenkloster von Neumelon nach „Chrueg im Pewreich am Teffenbach“, dem heutigen St. Bernhard, verlegt. Stifter war Stephan von Maissau, der mit Margarete von Neuhaus verheiratet war. Deren Schwester Maria war 1285 Äbtissin des Stifts Sankt Bernhard. 
1580 löste sich das Kloster im Zuge der Reformation auf. 1586 wurde das aufgelöste Kloster mit dem dazugehörigen Gut dem Jesuitenkollegium in Wien überlassen, nach dessen Aufhebung 1773 gehörte es wechselnden Besitzern und verfiel teilweise, bis es 1852 nach dem Tod des Freiherrn von Ehrenfels an das Stift Klosterneuburg kam. 1947 wurde die Kirche renoviert. 1961 erfolgte die Abtragung des Kapitelsaales sowie des Kreuzgangrestes und Wiederaufstellung im Stift Klosterneuburg.
Zur ehemaligen Klosterkirche siehe Pfarrkirche St. Bernhard Mariä Himmelfahrt.